# Arcteobia anticostiensis
Arcteobia anticostiensis är en ringmaskart som först beskrevs av McIntosh 1874.  Arcteobia anticostiensis ingår i släktet Arcteobia och familjen Polynoidae. Inga underarter finns listade i Catalogue of Life.